# Charlotte Mackie
Pour les articles homonymes, voir Mackie (homonymie).
Charlotte Mackie, née le 6 octobre 1993 à Coquitlam (district régional du Grand Vancouver), est une gymnaste canadienne.

## Biographie
Charlotte Mackie a commencé la gymnastique à l'âge de 4 ans, au club Omega à Vancouver. Elle s'entraine actuellement au club Aviva, aussi à Vancouver. Elle a rapidement suivi les pas de sa sœur, la gymnaste Gael Mackie, et s'est rapidement illustrée au niveau junior. C'est en 2005 à la compétition Woga que Charlotte s'est fait connaître, dont son meilleur résultat est 5e au sol. Ensuite elle a participé à la compétition annuelle, qui a été sa première compétition internationale, de Marseille (Massilia Gym Cup). Elle a participé 4 ans consécutifs à la compétition L'International Gymnix, arrivant, dans la plupart, sur le podium. 

## Palmarès

### Championnats du Monde
2006 Gymnix World Cup
- 6e au concours général

- 3e à la poutre

- 2e au sol

2008 Gymnix World Cup
- 1re au saut de cheval
- 3e au sol
- 3e à la poutre

2009 Gymnix World Cup
- 1re au saut de cheval

- 2e au sol

- 3e à la poutre

### Jeux panaméricains
- Rio de Janeiro 2007
  -  médaille de bronze au concours général par équipes.
  - 16e place au concours général individuel.
  - 6e place au saut de cheval.
  - 7e place aux barres asymétriques.
  - 6e place à la poutre.